# Camerata de Salzburgo

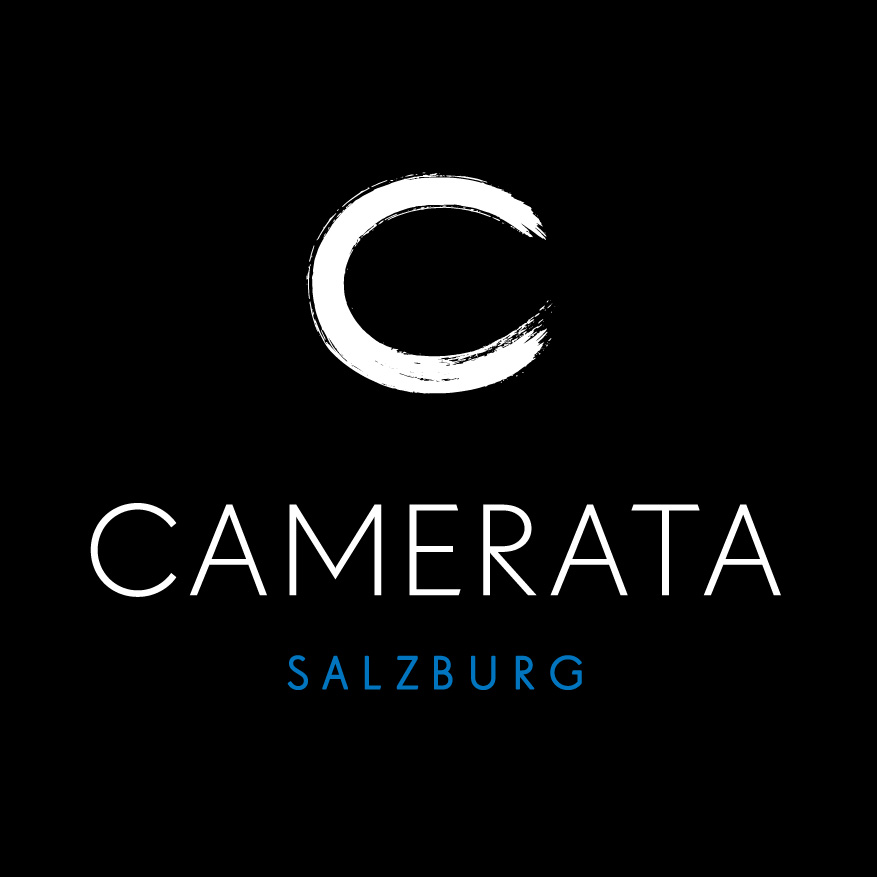
Logo Camerata

La Camerata de Salzburgo es una orquesta de cámara radicada en Salzburgo, Austria. La Camerata actúa principalmente en el Mozarteum de Salzburgo.

## Historia
Bernhard Paumgartner fundó el conjunto en 1952 como la Camerata Academica des Mozarteums Salzburg, compuesto por sus compañeros profesores y alumnos del Mozarteum. Actuó de facto como director titular hasta su muerte en 1971. Antonio Janigro se convirtió en el nuevo líder de la Camerata en 1974, el mismo año en que hicieron su primera temporada de conciertos de abono en Salzburgo. Sándor Végh fue el siguiente director titular de la Camerata de 1978 hasta su muerte en 1997. Roger Norrington se convirtió en el director principal de la Camerata en 1997 y ocupó el cargo hasta el año 2006. Durante su mandato, Norrington puso mayor énfasis en las interpretaciones historicistas. Leonidas Kavakos fue el principal director invitado de la Camerata del 2001 al 2006, y el director artístico de 2007 hasta su dimisión en julio de 2009, citando como justificación de su decisión "la inestabilidad en la administración de la orquesta". En junio de 2011 Louis Langrée fue nombrado el sexto director principal de la Camerata, a partir de septiembre de 2011, con un contrato inicial de 5 temporadas.
En más de 60 años de historia, la orquesta ha madurado convirtiéndose en una orquesta de cámara de solera. Según la Swiss Neue Zürcher Zeitung – “tocan con una entrega y disfrute de la música que resulta contagioso...”. La Camerata Salzburgo cuenta con componentes de 20 nacionalidades distintas. Interpretan más de 80 conciertos al año que están casi todos financiados con capital privado, lo que es una rareza en Europa.
Su lema es “En busca de la Excelencia”. La orquesta ofrece conciertos caracterizados por el “Sonido Camerata”, el producto de un especial espíritu musical, en el que cada músico mantiene su individualidad dentro de la agrupación.
Colaboran con ellos célebres artistas internacionales como Alexander Janiczek, Thomas Zehetmair, Alexander Lonquich, András Schiff, Rene Jacobs, Hilary Hahn, Richard Tognetti, Julian Rachlin, Heinrich Schiff, Fazil Say, Patricia Kopatschinskaja, Stefan Vladar, Peter Simonischek, Hans-Jörg Schellenberger, Yu Kosuge, entre otros.
La Camerata Salzburg ha sido invitada a países como Rumanía, Rusia, Inglaterra, Italia, Suiza, Turquía, Omán, Hungría y Alemania. El Festival de Salzburgo y la Semana Mozart de Salzburgo complementa su agenda de actividades. También presenta una temporada de abono en el Mozarteum de Salzburg, así como en el Konzerthaus de Viena. 
La Camerata de Salzburgo ha hecho grabaciones comerciales para sellos como Decca, Warner Classics y Sony Classical.

## Premios
- Europäischer Kulturpreis de 1999 en la categoría de "orquesta de cámara"

## Principales directores artísticos
- Bernhard Paumgartner (1952-1971)
- Antonio Janigro (1974-1978)
- Sándor Végh (1978-1997)
- Roger Norrington (1997-2006)
- Leonidas Kavakos (2007-2009)
- Louis Langrée (2011-presente)

## Discografía seleccionada
La Camerata ha publicado más de 50 álbumes de los que pueden destacarse los siguientes:
- 2017: Camerata Salzburg. Director: Sándor Végh.[9] SCHUBERT: Sinfonías n.º 1-4. BMC 201. 2 CD.
- 2008: Francois Leleux / Camerata Salzburg: Wolfgang Amadeus Mozart
- 2008: Leonidas Kavakos / Camerata Salzburg: Felix Mendelssohn Bartholdy, Violinkonzerte
- 2006: Elisabeth Leonskaja / Ilan Volkov / Camerata Salzburg: Felix Mendelssohn Bartholdy
- 2005: Elina Garanca / Louis Langrée / Camerata Salzburg: Mozartarien
- 2003: Benjamin Schmid / Camerata Salzburg: Antonio Vivaldi; Kreisler